# Tell Me Something I Don't Know (bài hát)
"Tell Me Something I Don't Know" là một bài hát trình bày bởi Selena Gomez phát hành 7 tháng 8 năm 2008 trên iTunes dưới dạng đĩa đơn và phiên bản Radio Disney phát hành ngày 9 tháng 9 năm 2008 trên iTunes từ album nhạc phim Another Cinderella Story. Bài hát cũng có mặt trong CD Kidz Bop 15. Một phiên bản mới của bài hát đã xuất hiện trong album phòng thu đầu tay của Selena dưới tên tuổi của nhóm nhạc của cô The Scene, có tên Kiss & Tell.

## Video ca nhạc
Video bắt đầu với việc hồi tưởng về bộ phim (nhưng không có trong phim); Gomez lau nhà và bà người hầu đang la hét cô. Gomez sau đó rời khỏi nhà và nhảy với những người hỗ trợ, trong kh bà hầu xem từ cửa sổ ngôi nhà. Video cũng chiếu cảnh Gomez đứng trước một cảnh nền đen mịt và những ca từ của bài hát (ví dụ như "I'm ready for it" và "One in a million") đang bay quanh cô.

## Chứng nhận
| Quốc gia                                                                           | Chứng nhận | Số đơn vị/doanh số chứng nhận |
| ---------------------------------------------------------------------------------- | ---------- | ----------------------------- |
| Hoa Kỳ (RIAA)                                                                      | Bạch kim   | 1.000.000*                    |
| * Chứng nhận dựa theo doanh số tiêu thụ. ^ Chứng nhận dựa theo doanh số nhập hàng. |            |                               |

## Giải thưởng và đề cử
| Năm  | Giải thưởng           | Hạng mục             | Bài hát                        | Kết quả   |
| ---- | --------------------- | -------------------- | ------------------------------ | --------- |
| 2014 | Vevo Certified Awards | 100.000.000 lượt xem | Tell Me Something I Don't Know | Đoạt giải |

## Xếp hạng
| Bảng xếp hạng (2008)          | Vị trí cao nhất |
| ----------------------------- | --------------- |
| Australian Hitseekers Singles | 13              |
| US Billboard Hot 100          | 58              |